# オスマニエ県
オスマニエ県（オスマニエけん、トルコ語: Osmaniye ili）はトルコ南部、地中海地方の県。1996年に県に昇格した。もともとはガズィアンテプ県の一部とアダナ県の東部である。東部にカフラマンマラシュ、東南にガズィアンテプ、南部にハタイ、西部にアダナと接している。
県都はオスマニエ。カディルリ市が第二の人口。

## 市町村
オスマニエ県には7つの下位自治体がある。
- オスマニエ（Osmaniye）
- バフチェ（Bahçe）
- デュズィチ（Düziçi）
- ハサンベイリ（Hasanbeyli）
- カディルリ（英語版）（Kadirli）
- スンバス（Sumbas）
- トプラッカレ（Toprakkale）